# Aguja de los Cabrones I
La aguja de los Cabrones I es una aguja rocosa enclavada en el Macizo Central de los Picos de Europa o macizo de los Urrieles, en la divisoria entre Asturias y la provincia de León. Se encuentra en la aérea arista entre el pico Torrecerredo y el pico de los Cabrones.